# Frankenstein (Familienname)
Frankenstein ist ein Familienname, der vor allem im deutschsprachigen Raum vorkommt.

## Namensträger
- Apetzko Deyn von Frankenstein († 1352), Bischof von Lebus
- Anna Maria von und zu Franckenstein, Äbtissin des Benediktinerinnenkloster Neuburg an der Donau von 1535 bis 1549
- Anselm von Frankenstein, Humanist, 14./15. Jahrhundert
- Barbara Frankenstein, deutsche Filmredakteurin, Filmproduzentin und Drehbuchautorin
- Carl von Frankenstein (1810–1848), österreichischer Galvaniseur, Industrieller, Journalist und Herausgeber
- Carl Frankenstein (1905–1990), deutsch-israelischer Sozialpädagoge
- Curt Frankenstein (auch Karl Frankenstein; 1922–2009), US-amerikanischer Zeichner, Maler und Lithograf
- Doyle Wolfgang von Frankenstein (Paul Doyle Caiafa; * 1964), US-amerikanischer Rockmusiker
- Edward Nathan Frankenstein (1839–1913), britischer Schachkomponist
- Eliza Frankenstein (1830–1919), US-amerikanische Landschaftsmalerin
- Ernst Frankenstein (1881–1959), deutscher Rechtsgelehrter und Rechtsanwalt
- George Frankenstein (1825–1911), US-amerikanischer Landschafts- und Porträtmaler
- Godfrey Frankenstein (1820–1873), US-amerikanischer Landschaftsmaler
- Gustavus Frankenstein (1828–1893), US-amerikanischer Landschaftsmaler, Mathematiker, Botaniker, Uhrmacher und Zeichenlehrer
- Hans Frankenstein (1893–nach 1940), österreichischer Fußballschiedsrichter
- Johann Philipp Anton von und zu Frankenstein (1695–1753), deutscher Geistlicher, Fürstbischof von Bamberg
- Johann Philipp Ludwig Ignaz von Frankenstein (1700–1780), deutscher Geistlicher, Würzburger Domkapitular
- John Frankenstein (1816–1881), US-amerikanischer Porträt-, Genre- und Landschaftsmaler sowie Bildhauer
- Katharina von Frankenstein († 1360), deutsche Geistliche, Äbtissin von Freckenhorst
- Konrad I. von Frankenstein († 1264), deutscher Adliger
- Kurt Frankenstein (1877–1937), deutscher Gynäkologe, Geburtshelfer und Chirurg
- Lili Frankenstein (1889–1942), deutsche Klassische Archäologin und Lehrerin
- Marie Frankenstein (1822–1900), US-amerikanische Landschafts- und Blumenmalerin, Bildhauerin und Deutschlehrerin
- Michael Frankenstein (1843–1918), österreichischer Fotograf
- Rudolf von und zu Frankenstein (1523–1560), Fürstbischof von Speyer
- Theo Frankenstein (1906–??), deutscher Radsportler
- Walter Frankenstein (1924–2025), deutscher Zeitzeuge des Holocaust
- Wolfgang Frankenstein (1918–2010), deutscher Maler und Grafiker